# ヨーゼフ・ヴォルフ
ヨーゼフ・ヴォルフ（Joseph Wolf または、Josef Mathias Wolf、1820年1月22日 - 1899年4月20日）はドイツ生まれの画家である。動物学の分野の博物画を描いた。

## 略歴
ドイツのラインラント＝プファルツ州のマイエン＝コブレンツ郡、メルツ(Mörz)の農家に生まれた。子供の頃から絵の才能を示し、コブレンツの版画出版社でリトグラファーの修行をした。アフリカからフランクフルトに戻ったばかりで、著書の博物画を描くイラストレーターを探していた探検家、博物学者のエドゥアルト・リュッペルと知り合い、ヴォルフの能力に感銘を受けたリュッペルは、ダルムシュタットの自然史博物館(Großherzoglichen Naturalienkabinetts in Darmstadt)の館長、カウプ(Johann Jacob Kaup)にヴォルフを紹介し、博物館でカール・ルートヴィヒ・ゼーガー(Karl Ludwig Seeger)の絵画教室で学び、リトグラファーとして雇われることになった。
カウプの推薦で、当時、ライデン自然史博物館の学芸員であった鳥類学者のヘルマン・シュレーゲルのために最初の図版制作の仕事をした。その図版の出来栄えが期待以上であったので、シュレーゲルは1845年の著書「Traité de Fauconnerie」の図版を依頼し、ヴォルフの描いたハヤブサはこれまでで最も美しい作品であると評価された。
当時、博物学の書籍出版の中心地であったロンドンでも注目されるようになり、1847年秋に、動物学者、博物画家のデーヴィッド・ウィリアム・ミッチェルに招かれて、ロンドンに移り、大英博物館などからの仕事をした。オランダ出身の博物画家、ジョン・ジェラード・キュールマンス（John Gerrard Keulemans、オランダ名:Johannes Gerardus Keulemans:1842-1912）やジョセフ・スミット(Joseph Smit: 1836-1929)といった博物画家とともに、多くの博物書の図版を描いた。図版を描いた書籍にはジョージ・ロバート・グレイの著書「Genera of Birds」などがある。

## 作品

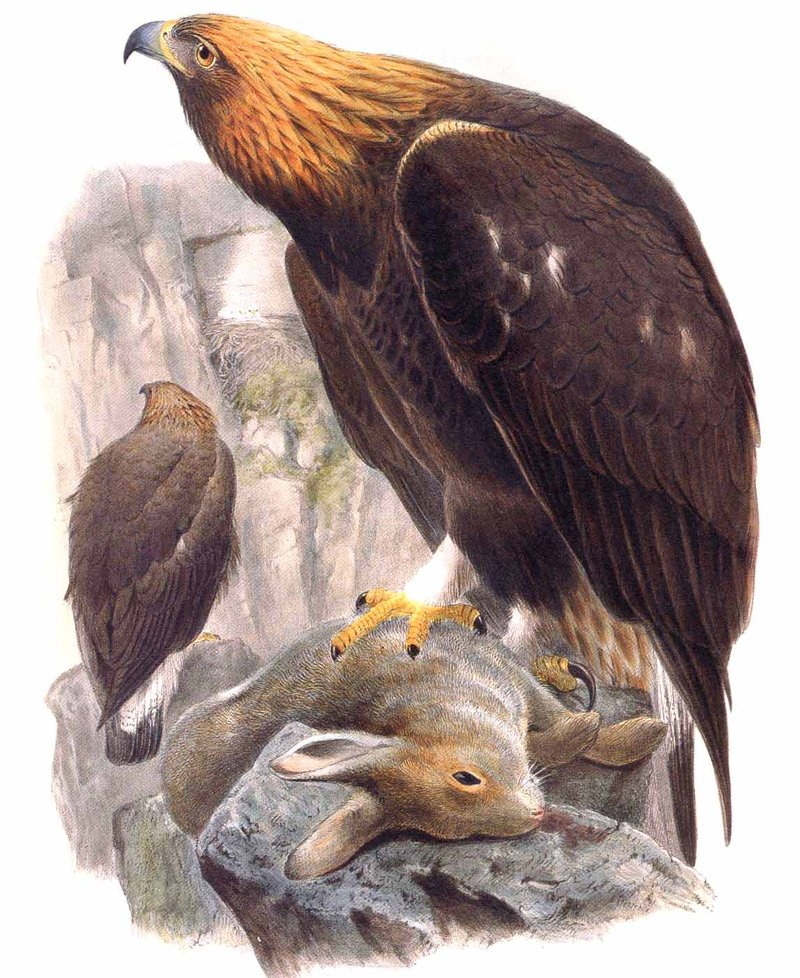
イヌワシ
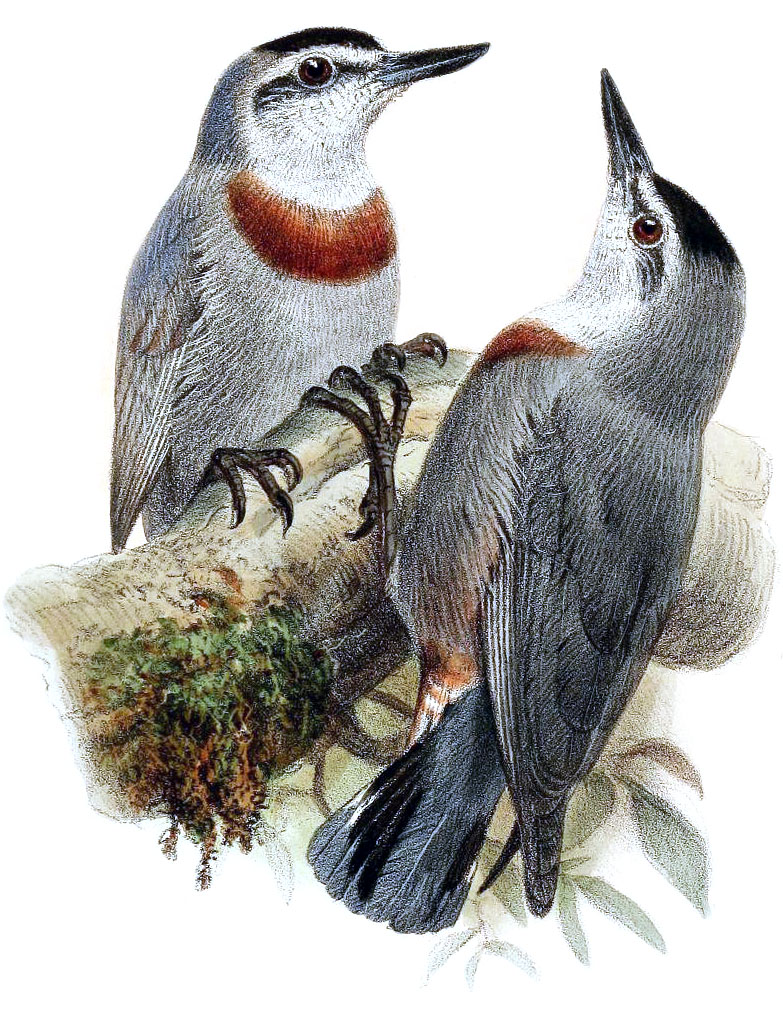
ゴジュウカラ科のSitta krueperi
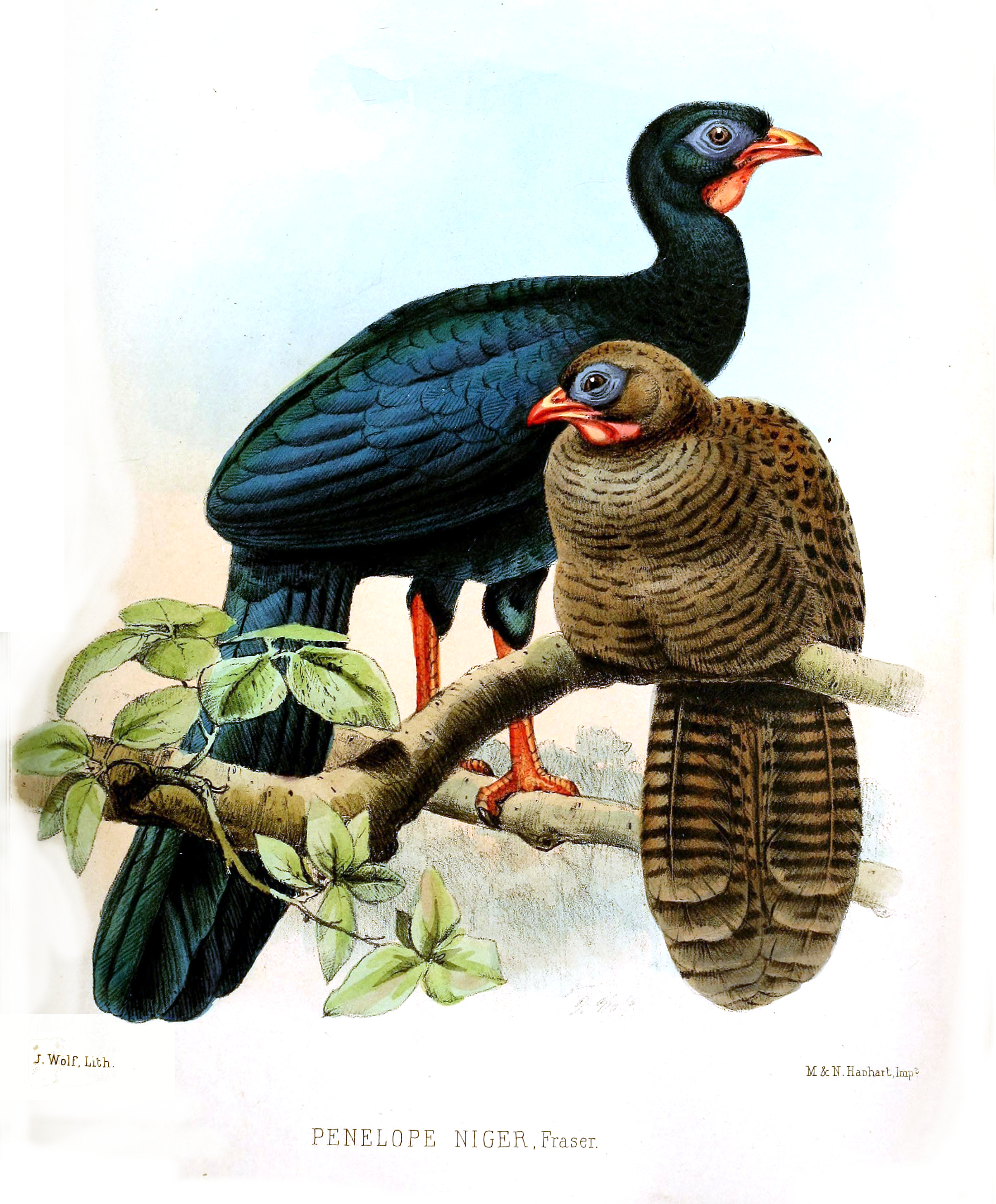
ホウカンチョウ科のPenelopina nigra
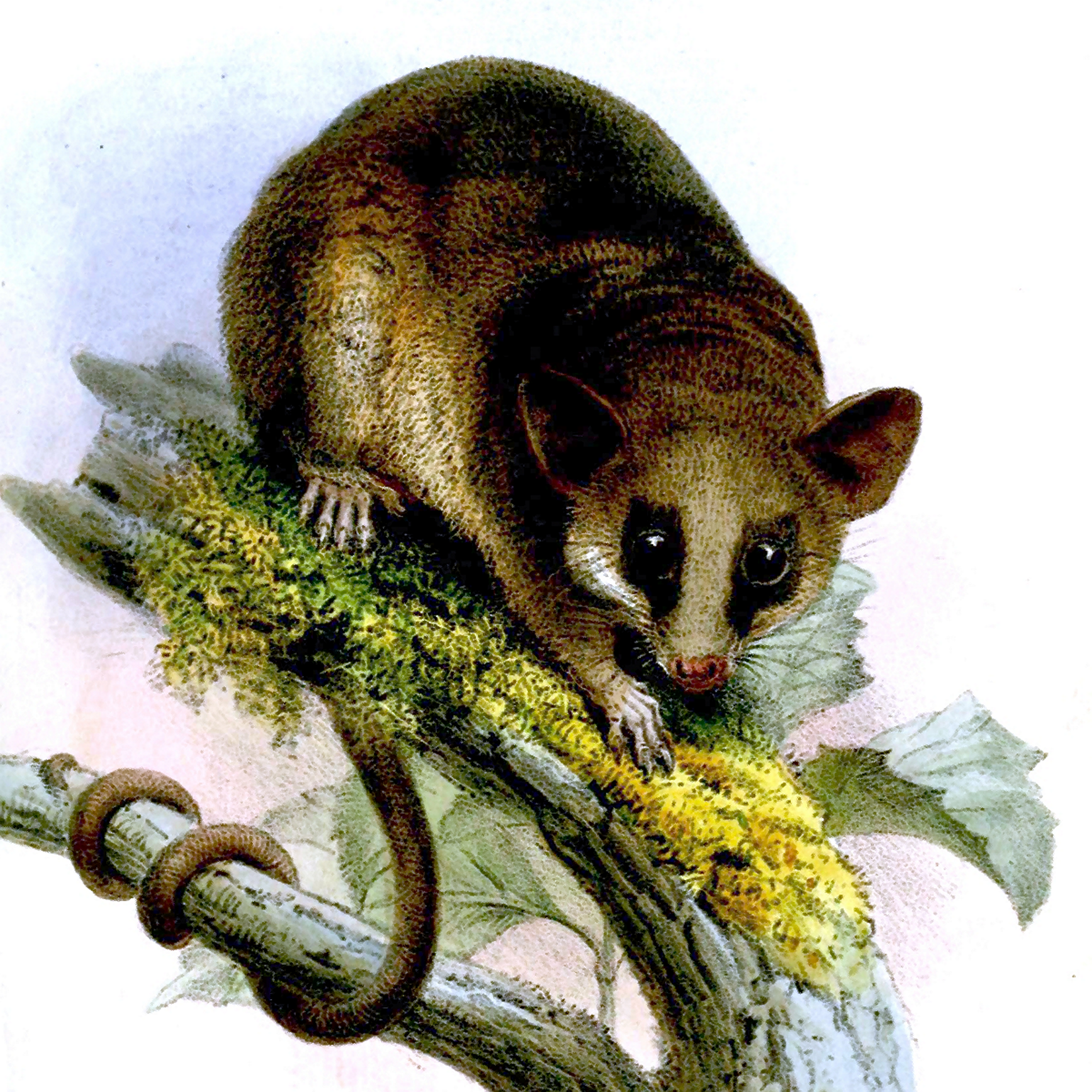
オポッサム形目のMarmosa murina
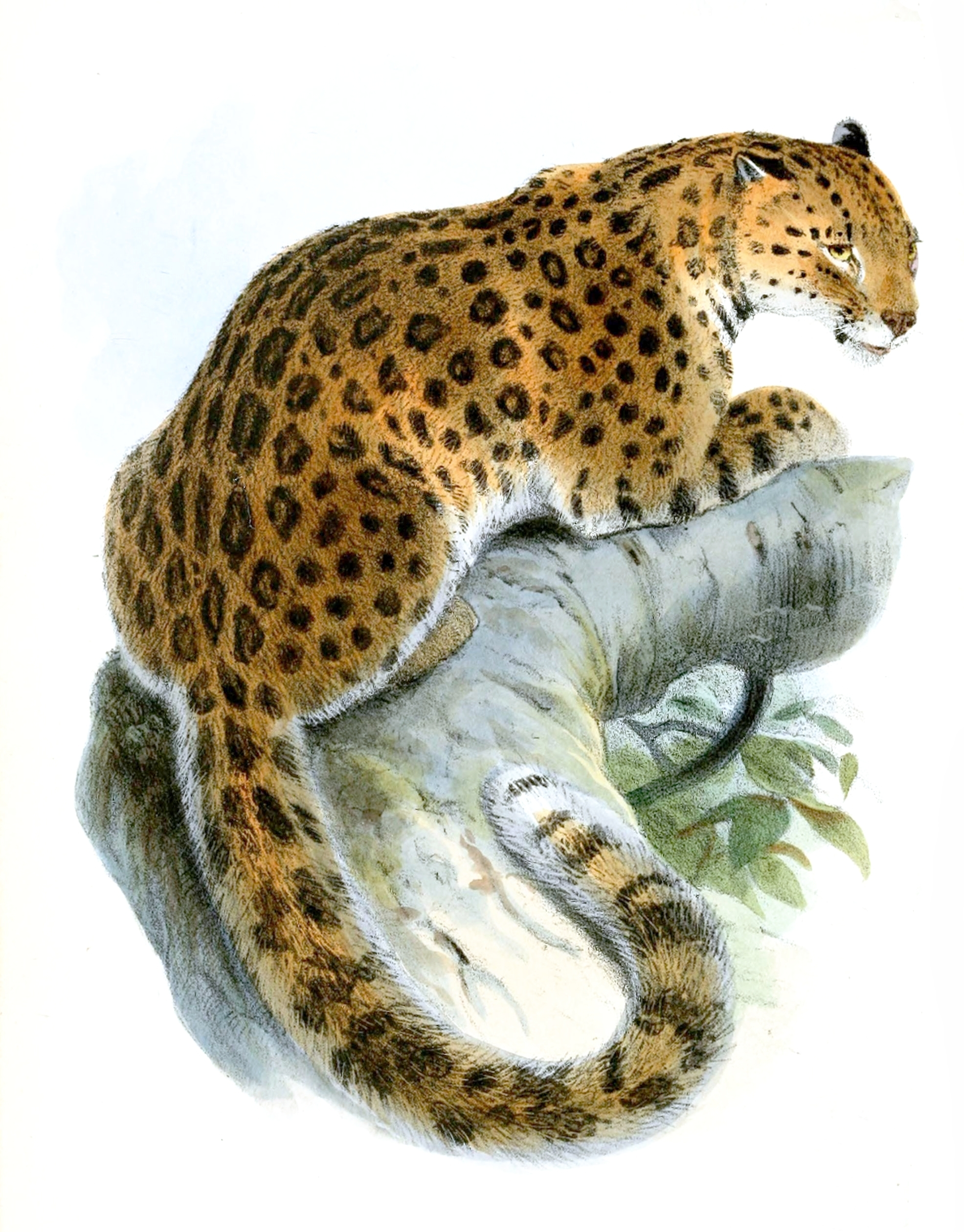
ヒョウ